# Саякупов, Куанышбай Сарсембаевич
Куанышбай Сарсембаевич Саякупов (каз. Саяқыпов Қуанышбай; род. 4 июля 1931 года, село Сегизбай, Урджарский район, Семипалатинская область) — комбайнёр совхоза «Тас-Булак» Урджарского района Семипалатинской области, Казахская ССР. Герой Социалистического Труда (1973). Депутат Верховного Совета Казахской ССР 11-го созыва.

## Биография
Родился в 1931 году в крестьянской семье в селе Сегизбай. С тринадцатилетнего возраста работал подпаском в бригаде чабанов в колхозе «Тас-Булак» Урджарского района. С 1946 года трудился механизатором в этом же колхозе. В 1952 году обучался в училище механизации. В 1963 году вступил в КПСС.
За годы восьмой и девятой пятилеток отремонтировал 29 комбайном вместо 16 запланированных. Занимался рационализаторством. Только в 1973 году внедрил около 20 рационализаторских предложений, что привело к увеличению производительности труда. За большие успехи, достигнутые во Всесоюзном социалистическом соревновании, и проявленную трудовую доблесть в выполнении принятых обязательств по увеличению производства и продажи государству зерна и других продуктов земледелия в 1973 году удостоен звания Героя Социалистического Труда указом Президиума Верховного Совета СССР от 10 декабря 1973 вручением ордена Ленина и золотой медали «Серп и Молот».
В 1980 году, участвуя в социалистическом соревновании в честь 60-летия Казахской ССР, убрал зерновые на участке площадью 800 гектаров и обмолотил около пяти тысяч центнеров зерна.
В 1982 году участвовал в работе IV съезда комсомола Казахстана. Избирался членом Семипалатинского обкома КПСС и депутатом Новотроицкого сельского совета народных депутатов. Избирался депутатом Верховного Совета Казахской ССР XI созыва (1985—1990) от Тескескенского округа № 372.
После выхода на пенсию проживал в селе Новотроицкое Урджарского района.
Награды
- Герой Социалистического Труда
- Орден Ленина — дважды
- Медаль «За трудовую доблесть»
- Медаль «За освоение целинных земель»
- Медаль «В ознаменование 100-летия со дня рождения Владимира Ильича Ленина»
- Бронзовая медаль ВДНХ